# 존 위트 주니어

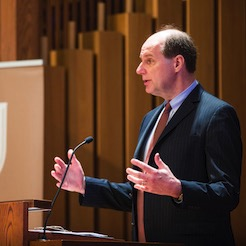

존 위트 주니어(John Witte, Jr) 캐나다계 미국인이며, 미국 헌법과 종교의 관계를 연구하는 학자이다. 에모리 대학교 법대교수로 재직중이다.
1982년에 캘빈 대학교를 졸업하였다. 1985년에 하버드 법학대학원에서 박사학위를 받았다.

## 저서
- 종교와 미국 헌법의 실험 3쇄 (Religion and the American Constitutional Experiment) ISBN:978-0-8133-4475-1
- 법과 프로테스탄트주의 ( Law and Protestantism, Cambridge, 2002) ISBN: 0-521-01299-6 : 16세기 마틴루터의 종교개혁으로 인해, 교회법에서 시민법으로의 전환이 어떻게 이루어졌으며, 루터의 두 왕국교리와 법철학 그리고 결혼법에 이르기까지 법의 역사에 대한 내용을 다루었다.